# نادي يبيرانغا
نادي يبيرانغا لكرة القدم (بالبرتغالية: Ypiranga Futebol Clube‏) ، هو نادي كرة قدم برازيلي، أسس سنة 1924 م.

## وصلات خارجية
- الموقع الرسمي

لم يتم العثور على روابط لمواقع التواصل الاجتماعي.